# Karol Kurek
Karol Kurek (ur. 4 listopada 1895 w Krakowie, zm. 1940 w ZSRR) – podpułkownik piechoty Wojska Polskiego, kawaler Orderu Virtuti Militari, ofiara zbrodni katyńskiej.

## Życiorys
Był synem Piotra i Rozalii z Pancków oraz bratem Jalu Kurka, polskiego literata. Ukończył Gimnazjum św. Anny rozpoczynając studia prawnicze na UJ, które przerwał wybuch wojny. Został powołany do armii austriackiej. W 1915 roku ukończył szkołę oficerską. Na stopień podporucznika został mianowany ze starszeństwem z 1 sierpnia 1916 w korpusie oficerów rezerwy piechoty. Jego oddziałem macierzystym był pułk piechoty nr 13. Walczył na froncie rosyjskim i włoskim jako dowódca plutonu i kompanii. Po wojnie wrócił na studia, jednak rozwój sytuacji w kraju spowodował kolejną przerwę. W 1919 roku jako dowódca kompanii w 24 pułku piechoty walczył na froncie ukraińskim.
W kwietniu 1924 roku został przydzielony do Centralnej Szkoły Podoficerów Zawodowych Piechoty Nr 1 w Chełmnie na stanowisko dowódcy 2 kompanii szkolnej, pozostając oficerem nadetatowym 24 pułku piechoty. W grudniu tego roku został przeniesiony do 25 pułku piechoty w Piotrkowie na stanowisko kwatermistrza. 23 grudnia 1927 roku został przeniesiony do kadry oficerów piechoty z równoczesnym oddaniem do dyspozycji ministra skarbu. 5 listopada 1928 roku został przeniesiony do baonu podchorążych rezerwy piechoty nr 10 w Gródku Jagiellońskim na stanowisko dowódcy. W sierpniu 1931 roku został przeniesiony do 1 Morskiego batalionu strzelców w Wejherowie na stanowisko dowódcy. 6 lutego 1935 roku został przeniesiony do 71 pułku piechoty w Zambrowie na stanowisko zastępcy dowódcy pułku. Od 23 września 1937 do lata 1939 kierował Okręgowym Urzędem Wychowania Fizycznego i Przysposobienia Wojskowego w Łodzi.
Karol Kurek został aresztowany w drugiej połowie 1939 roku w okolicach Lwowa. Był więziony w miasteczku Przemyślany. W styczniu 1940 wraz z osobami cywilnymi został przewieziony do więzienia Brygidki we Lwowie, a następnie do więzienia Zamarstynowskiego. W więzieniu tym odmówił udziału w zorganizowanej przez innych więźniów ucieczce (zakończonej sukcesem) przez piec i komin. Według powojennej relacji z Londynu powodem odmowy przyłączenia się do ucieczki była wiara w przestrzeganie konwencji wojennych.

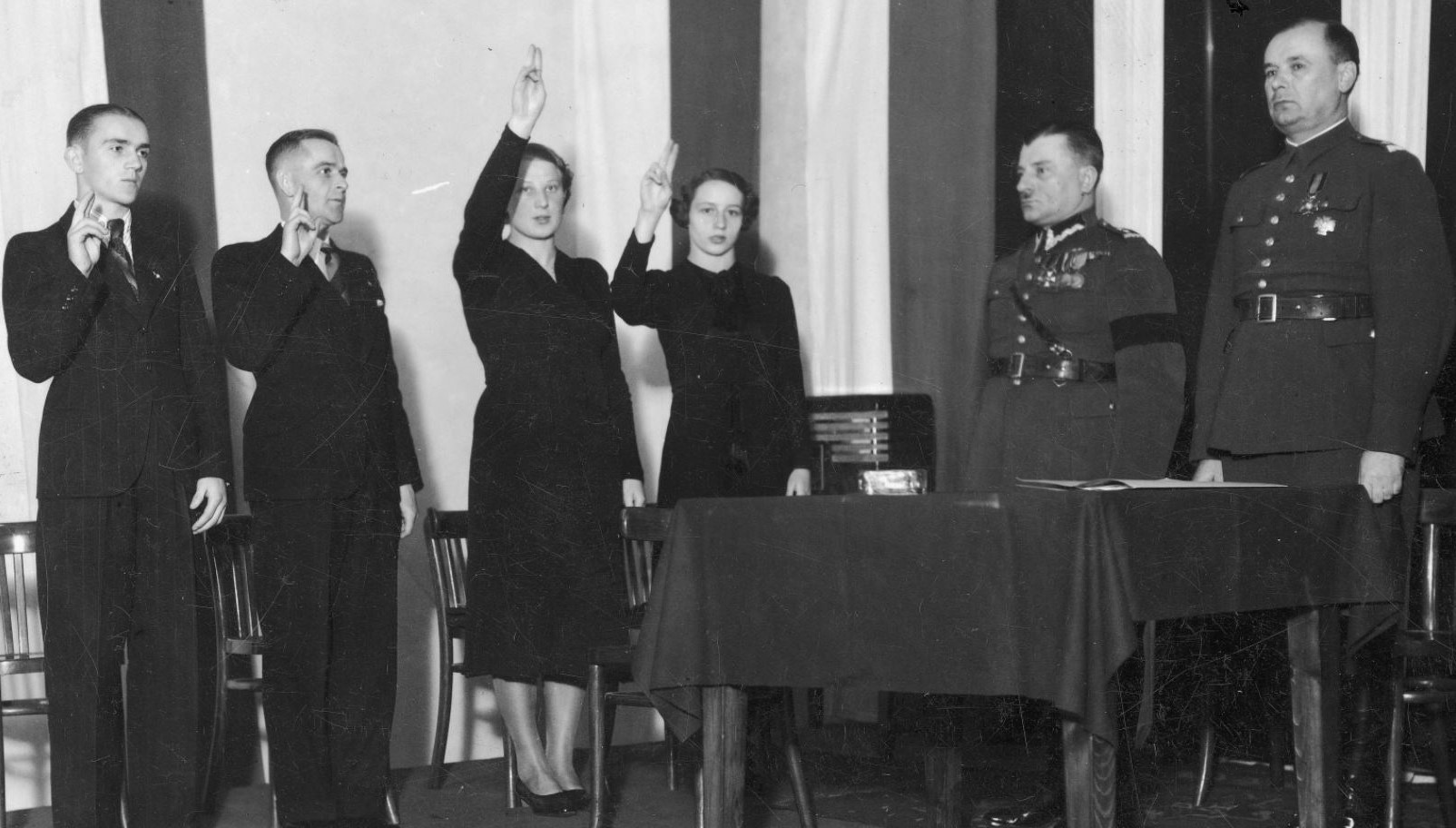
Ślubowanie olimpijczyków na Letnie IO w Helsinkach w 1940: Antoni Gałecki (2. z lewej), Marcinkowski, Jadwiga Wajsówna, Henryka Słomczewska w obecności gen. Wiktora Thommee (1. z prawej) i kierownika Okręgowego Urzędu WFiPW w Łodzi ppłk Karola Kurka.

W pierwszych dniach lutego 1940 Karol Kurek został wysłany do obozu w Starobielsku. Znajdująca się w posiadaniu rodziny anonimowa kartka z roku 1945 twierdzi, że w roku 1940 Kurek był widziany w okolicach Smoleńska, maszerujący pod eskortą Rosjan w kierunku Katynia.
W publikacji Indeks Represjonowanych, tom VI – Aresztowani w rejonie Lwowa i Drohobycza (Alfabetyczny wykaz 5822 obywateli polskich aresztowanych przez NKWD w rejonie Lwowa i Drohobycza w latach 1939–1941), Państwowe Archiwum Służby Bezpieczeństwa Ukrainy, Centralne Archiwum Ministerstwa Spraw Wewnętrznych i Administracji RP, Ośrodek KARTA, 1998, Karol Kurek figuruje na stronie 179, a jego nazwisko opatrzone jest sygnaturą „U-1611”. W Stowarzyszeniu Rodzina Katyńska (Sekcja Poszukiwań) Karol Kurek zarejestrowany jest pod nr 55/5-27. Figuruje na tzw. Ukraińskiej Liście Katyńskiej. Został pochowany na otwartym w 2012 Polskim Cmentarzu Wojennym w Kijowie-Bykowni.

## Awanse
- kapitan – zweryfikowany ze starszeństwem z dniem 1 czerwca 1919
- major – 31 marca 1924 ze starszeństwem z dniem 1 lipca 1923 i 69 lokatą w korpusie oficerów zawodowych piechoty
- podpułkownik – 23 stycznia 1929 ze starszeństwem z dniem 1 stycznia 1929 i 33 lokatą w korpusie oficerów zawodowych piechoty

## Ordery i odznaczenia
- Krzyż Srebrny Orderu Wojskowego Virtuti Militari nr 4692 (1921)[10]
- Krzyż Kawalerski Orderu Odrodzenia Polski (10 listopada 1928)[11]
- Krzyż Walecznych[12]
- Medal Pamiątkowy za Wojnę 1918–1921[12]
- Medal Dziesięciolecia Odzyskanej Niepodległości[12]
- Odznaka za Rany i Kontuzje[12]
- Brązowy Medal Zasługi Wojskowej Signum Laudis z mieczami na wstążce Krzyża Zasługi Wojskowej (Austro-Węgry)[13]
- Srebrny Medal Waleczności 2 klasy (Austro-Węgry)[13]
- Brązowy Medal Waleczności (Austro-Węgry)[13]
- Krzyż Wojskowy Karola (Austro-Węgry)[13]